# Brain Film Festival
El Brain Film Festival, també conegut com a Brain Film Fest és un festival de cinema organitzat per la Fundació Pasqual Maragall que va néixer el 2018 amb la voluntat de propiciar la creació audiovisual i donar a conèixer diferents aspectes del cervell, tant les seves capacitats com les malalties i condicions que l'amenacen. És l'evolució del Premi Solé Tura, una iniciativa sorgida per propiciar la creació audiovisual i generar conscienciació social cap a les persones que pateixen malalties del cervell. El seu programa presenta projeccions de llargmetratges i curtmetratges, xerrades i tallers monogràfics. Té lloc al Centre de Cultura Contemporània de Barcelona. L'esdeveniment forma part de la Brain Awareness Week, BAW.
En l'edició de 2018 es van presentar obres com Monster in the Mind, escrita, produïda i dirigida per Jean Carper, veterana periodista de la CNN qui, amb 85 anys s'embarca en un viatge per enfrontar les seves pors i trobar qualsevol cosa que li permeti evitar l'Alzheimer. També es va poder veure Rocks in My Pockets de la letona Signe Baumane, un film d'animació per adults que narra la història de cinc dones de la família de la directora que combaten la depressió i la esquizofrènia, i Can You Rebuild My Brain?, documental de Gran Bretanya dirigit per Stephen Finnigan amb guió de Lotje Sodderland, qui s'endinsa en el món de la neurocirugia després que el seu cervell fallés quan tenia 34 anys. També es va realitzar una projecció especial del clàssic Escola de sirenes de George Sydney per a persones amb Alzheimer i els seus cuidadors.